# Bilacunaria boissieri
Bilacunaria boissieri là một loài thực vật có hoa trong họ Hoa tán. Loài này được (Reut. & Hausskn. ex Boiss.) Pimenov & V.N.Tikhom. mô tả khoa học đầu tiên năm 1983.